# Elaeocarpus cruciatus
Elaeocarpus cruciatus är en tvåhjärtbladig växtart som beskrevs av Edred John Henry Corner. Elaeocarpus cruciatus ingår i släktet Elaeocarpus och familjen Elaeocarpaceae. Inga underarter finns listade i Catalogue of Life.